# Yun Sung-bin
Yun Sung-bin, född 23 maj 1994, är en sydkoreansk skeletonåkare som blev den förste sydkorean att vinna världscupen i skeleton. Det skedde under säsongen 2017/2018. Senare samma säsong vann han guld vid olympiska vinterspelen 2018 i Pyeongchang i Sydkorea.
Yun vann sin första mästerskapsmedalj när han kom två vid FIBT-världsmästerskapen 2016. Han är uttagen för att delta i Olympiska vinterspelen 2018.